# Министерство государственного и локального самоуправления Сербии
Министерство государственного и локального самоуправления Сербии (серб. Министарство државне управе и локалне самоуправе Републике Србије) — орган государственного управления Сербии, отвечающий за функционирования органов власти и других министерств, а также за работу органов местного самоуправления. В его ведении также находится политика в сфере защиты людских прав и национальных меньшинств. Министерство располагается в Белграде по адресу улица Князя Милоша, дом 20.
2 мая 2024 года был утверждён новый состав Правительства Сербии, Министерство государственного и локального самоуправления возглавила Елена Ковачевич.
В организационном плане Министерство делится на секторы, отделения, отделы и группы. В его составе пять секторов: управления, локального самоуправления, прав человека и национальных меньшинств, европейской интеграции и международного сотрудничества, управления людскими ресурсами. Также в рамках Министерства действуют секретариат и кабинет министра.